# Titus De Voogdt
Titus De Voogdt (né en 1979 à Gand) est un acteur belge néerlandophone.

## Biographie
Il est révélé au cinéma en jouant dans des films des réalisateurs Tom Barman, Felix Van Groeningen et Nic Balthazar.

## Filmographie partielle
- 2003 : Any Way the Wind Blows de Tom Barman : Felix
- 2004 : Steve + Sky de Felix Van Groeningen
- 2007 : Ben X de Nic Balthazar : Bogaert
- 2014 : Welp de Jonas Govaerts : Chris
- 2016 : Belgica : inspecteur Van Beveren
- 2016 : Broer de Geoffrey Enthoven : Ronnie
- 2016 : King of the Belgians de Peter Brosens et Jessica Woodworth : Carlos

## Télévision
- 2005 : Flikken : Jeroen Van Parijs
- 2009 : Code 37 : Gert Moreels
- 2012 : Witse : Hans Michiels
- 2014-2016 : Missing : Vincent Bourg
- 2021 : Beau Rivage : Vinnie Scheepers
- 2023 : 1985 : Philippe Debels